# Пучок (геометрия)

Окружности Аполлония, два ортогональных пучка кривых: эллиптический пучок окружностей красных и гиперболический пучок окружностей синих.

Пучок (в аналитической и проективной геометрии) — семейство геометрических объектов, обладающих некоторым общим свойством. Например, пучком называют множество прямых (или кривых какого-либо другого вида), проходящих через данную точку плоскости (или пространства). Пучком является и множество окружностей, проходящих через две заданные точки плоскости. 
На проективной плоскости пучок кривых часто задают в виде
λC + μC′ = 0,
где C = 0 и C′ = 0 — две фиксированные кривые на плоскости, λ и μ — элементы основного поля.
Другой пример пучка — множество плоскостей, проходящих через данную прямую пространства (его также часто называют связкой плоскостей).